# سیاقةالاعداد
سیاقَةُالاَعداد یا اِعداد («اِعداد» به‌معنی برشمردن و به‌صورت پیاپی ذکر کردن) یکی از آرایه‌های ادبی در فن بدیع است. در این آرایه، شاعر یا نویسنده چند اسم را که به‌طور متوالی ذکر شده‌اند از یک جهت منظور می‌کند و برای همه یک فعل یا صفت می‌آورد. مثال از گلستان سعدی:
- مثال:

| ابر و باد و مه و خورشید و فلک در کارند |  | تا تو نانی به کف آریّ و به غفلت نخوری |